# ليو بريندرغاست
ليو بريندرغاست (بالإنجليزية: Leo Prendergast)‏ هو مدرب كرة سلة أمريكي، ولد في 25 أغسطس 1902، وتوفي في 1 سبتمبر 1967.

## وصلات خارجية
- ليو بريندرغاست على موقع كلية كرة السلة في سبورتس رفرنس.كوم (الإنجليزية)